# Aqua Alsietina
L'Aqua Alsietina també coneguda com a Aqua Augusta, va ser un aqüeducte construït sota el regnat de Cèsar August l'any 2 aC, per servir els barris del riu Tíber (Trastevere i de la naumàquia que va construir per als espectacles de combats navals). Un nou canal seria realitzat per Trajà al 109. Recollia les aigües del llac Martignano.